# بنای موزه هنرهای معاصر
بنای موزه هنرهای معاصر مربوط به دوره پهلوی است و در تهران، خیابان کارگر شمالی، نرسیده به چهار راه فاطمی واقع شده و کاربری آن موزه بوده و مجموعه مهم موزه هنرهای معاصر تهران در آن قرار دارد. این اثر در تاریخ ۱۲ بهمن ۱۳۸۱ با شمارهٔ ثبت ۷۰۶۸ به‌عنوان یکی از آثار ملی ایران به ثبت رسیده‌است.
ین موزه در سال ۱۳۵۶ خورشیدی (۲۲ مهر برابر با ۱۴ اکتبر ۱۹۷۷ میلادی) به کوشش و ابتکار فرح پهلوی و با پشتیبانی دفتر مخصوص او، در گوشهٔ غربی پارک فرح (بوستان لاله کنونی) در امیرآباد تهران بنا شد. بنای موزه را کامران دیبا در سبک معماری مدرن و با الهام از بادگیرهای کویری ایران طراحی کرد.

## نگارخانه

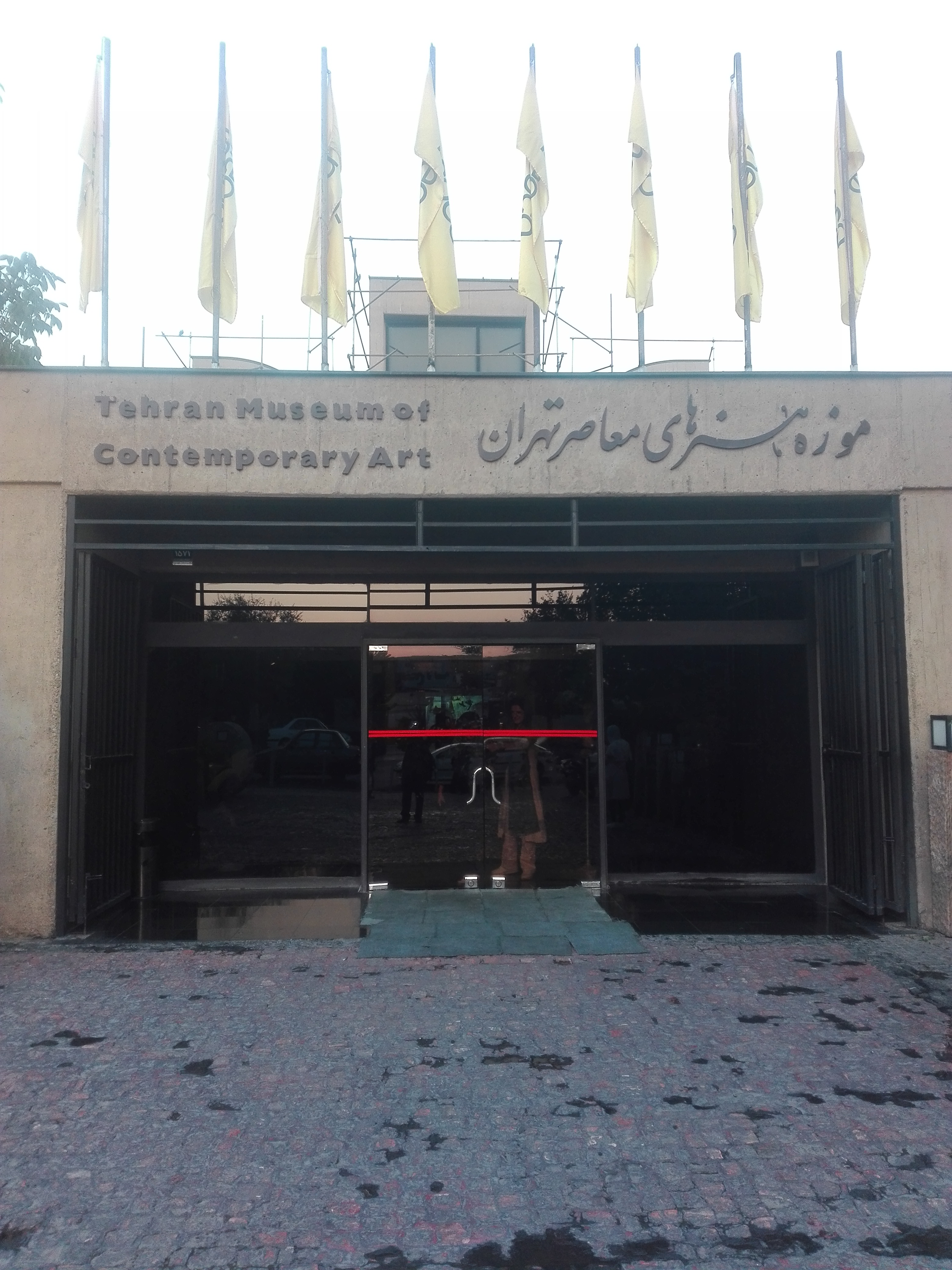
موزه هنرهای معاصر
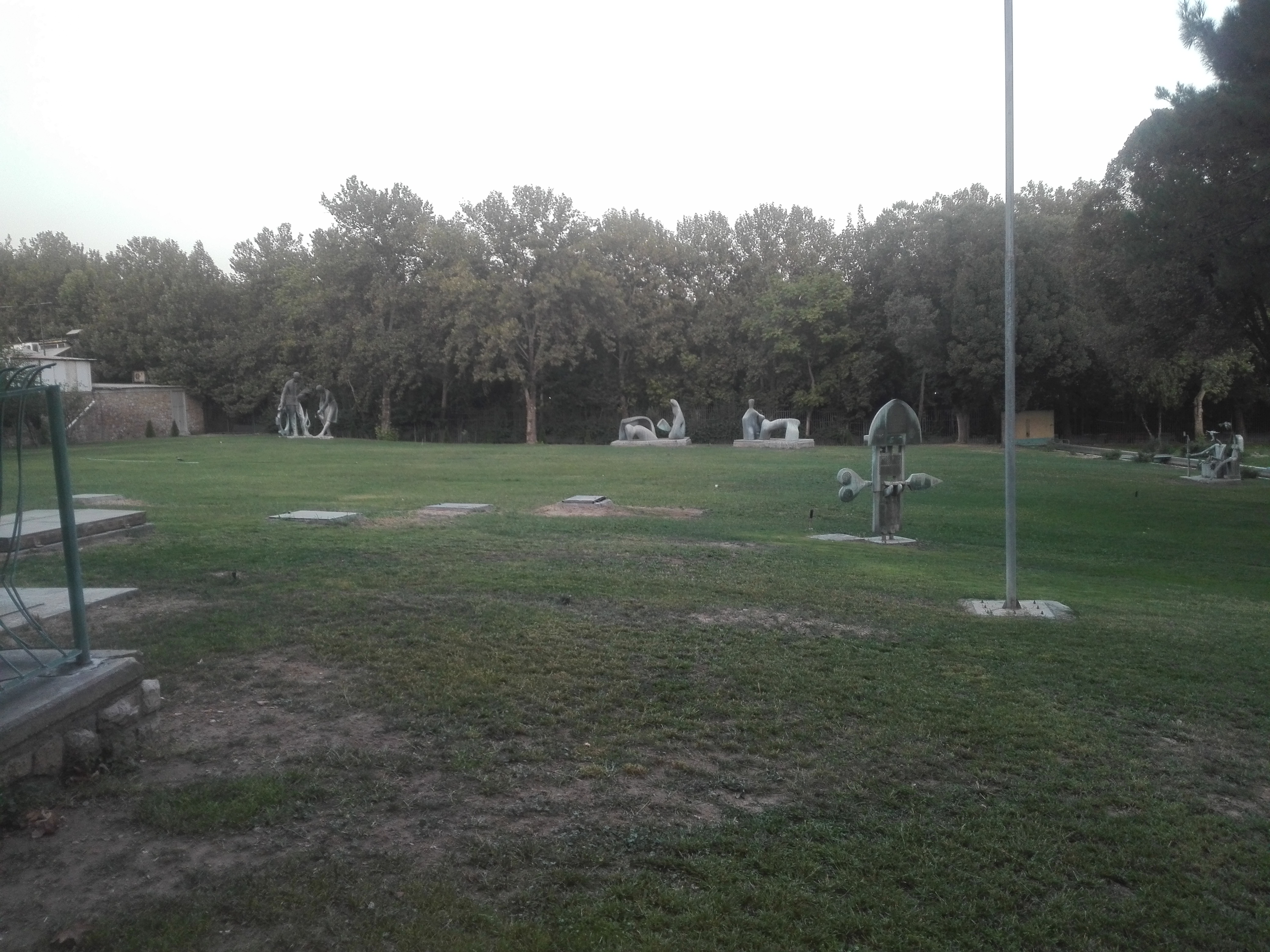
موزه هنرهای معاصر
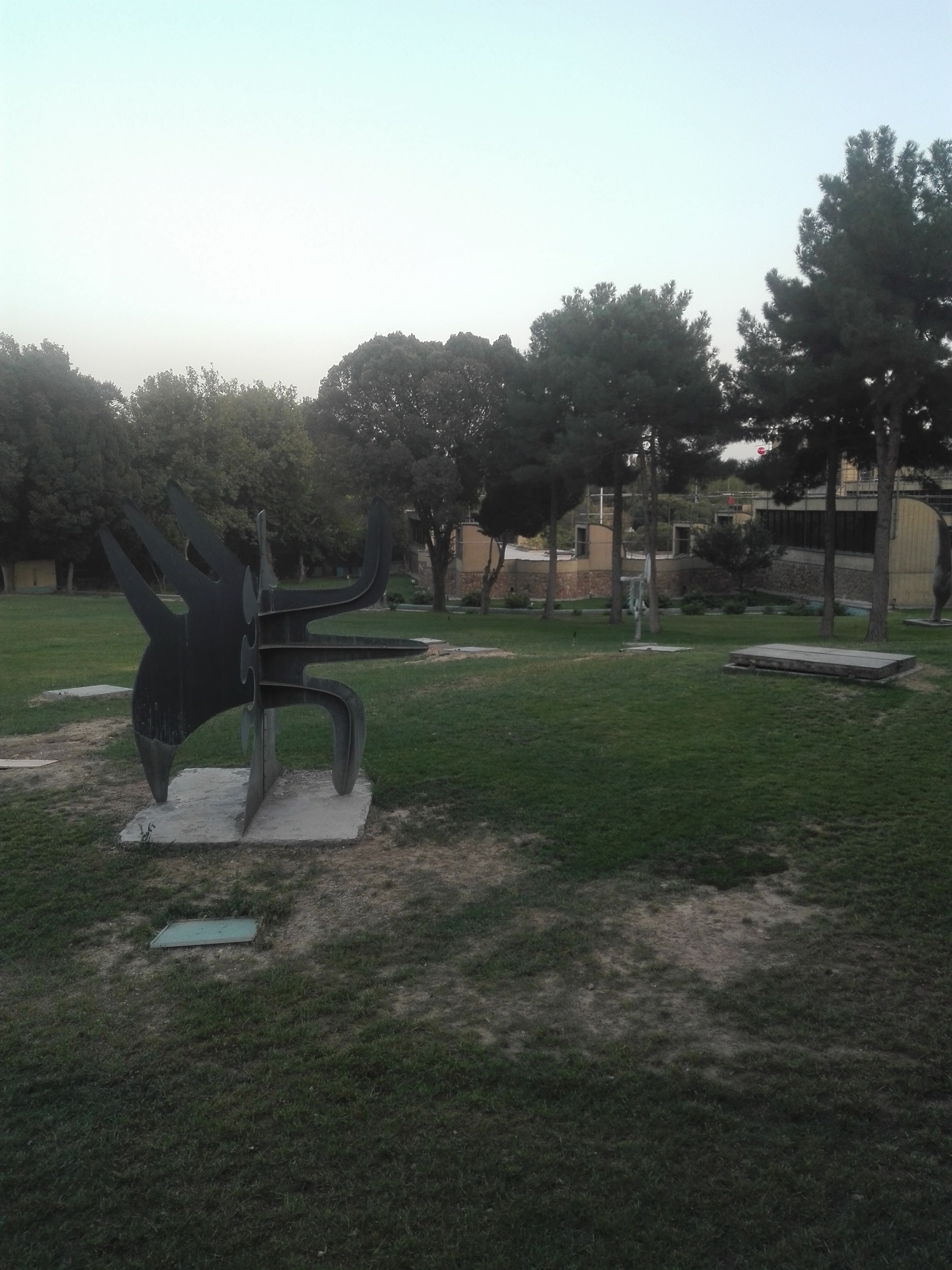
موزه هنرهای معاصر